# باتريسيا كرايغ
باتريسيا كرايغ (بالإنجليزية: Patricia Craig)‏ هي مغنية أوبرا ومغنية أمريكية، ولدت في 21 يوليو 1947.